# المجيرين (تعز)
المجيرين هي إحدى قرى الجمهورية اليمنية. وهي تتبع جغرافيًا لمحافظة تعز. وإداريًا لمديرية مشرعه وحدنان. يبلغ تعداد سكانها 2348 نسمة حسب الإحصاء الذي جرى عام 2004.